# 斯克蘭頓 (愛荷華州)
斯克蘭頓（英語：Scranton）是一個位於美國愛荷華州格林縣的城市。

## 地理
斯克蘭頓的座標為42°01′20″N 94°32′46″W / 42.02222°N 94.54611°W，而該地的平均海拔高度為359米（即1178英尺）。

## 人口
根據2010年美國人口普查的數據，斯克蘭頓的面積為4.87平方千米，當中陸地面積為4.87平方千米，而水域面積為0.00平方千米。當地共有人口557人，而人口密度為每平方千米114人。